# McDonnell Douglas F-15 Baz
F-15 Baz (Chim cắt) của Israel nguyên thủy là F-15 Eagle (Đại bàng) của hãng McDonnell Douglas (đã sáp nhập vào Boeing), đây là một kiểu máy bay tiêm kích chiến thuật 2 động cơ phản lực hoạt động trong mọi thời tiết, được thiết kế để chiếm lĩnh và duy trì ưu thế trên không trong chiến đấu với triết lý của các nhà thiết kế: "...không có một thành phần nào của nó được dành cho nhiệm vụ không - đối - đất...". Thế nhưng các kỹ sư của Israel đã cải tiến chúng thành những chiếc tiêm kích đa năng. Những chiếc F-15 đầu tiên đã được đưa vào hoạt trong biên chế Không quân Israel vào năm 1976.
F-15 Baz đại diện cho một bước nhảy vọt trong khả năng không chiến cửa Không quân Israel, lực lượng đã từng sử dụng  các máy bay tiêm kích F-4 Phantom II, A-4 Skyhawk và Mirage IIIC đã lỗi thời. Khi có F-15 Baz, Israel trở thành một nước có máy bay tiêm kích mạnh nhất trong khu vực trong những năm 1970. Ít nhất là trước khi Iran phát triển đội bay F-14A Tomcat của mình. Chúng được coi là một "quốc bảo" thực sự đáng tự hào của Israel từ trước đến nay, chỉ có các phi công giỏi nhất của Israel được chọn để bay loại máy bay này. F-15 Baz được xem như là một vũ khí "hộ quốc" của Israel, một vũ khí mà sẽ đảm bảo khả năng tồn tại của đất nước thông qua khả năng chiếm ưu thế trên không một cách áp đảo.

## Lịch sử trang bị
Mối quan tâm của Israel dành cho F-15 bắt đầu khi họ cần phải mua một máy bay tiêm kích chủ lực mà có thể chiếm ưu thế trước các máy bay tiêm kích của Liên Xô và Pháp được sử dụng bởi các quốc gia Ả Rập. Cả hai chiếc F-14 Tomcat và F-15 Eagle được thử nghiệm bởi các phi công Không quân Israel tại Mỹ trong giữa thập niên 1970, và F-15 Eagle là chiếc máy bay được chọn thay vì F-14 Tomcat. Ở Israel, họ gọi nó là "Baz" (chim cắt).
Israel nhận được lô hàng đầu tiên với 2 chiếc F-15A một chỗ ngồi và 2 chiếc F-15B hai chỗ ngồi vào năm 1976 theo chương trình bán hàng quân sự cho nước ngoài có tên Peace Fox. Những máy bay này được sử dụng rộng rãi như những máy bay thử nghiệm, đào tạo và đánh giá để Không quân Israel có thể chuẩn bị cho các đơn đặt hàng đầy đủ đối với F-15. Sau đó, 19 chiếc F-15A và 2 chiếc F-15B đã được chuyển giao vào năm 1978, đưa vào hoạt động với Trung đoàn 133 tại căn cứ không quân Tel Nof.
Trong giai đoạn 1982-1983, Không quân Israel đã nhận được các máy bay F-15C/D Baz gồm 18 chiếc F-15C và 8 chiếc F-15D. F-15C/D tiên tiến hơn và có nhiều tính năng vượt trội hơn so với những người tiền nhiệm ở hầu hết mọi khía cạnh, mặc dù khung máy bay vẫn gần như giống hệt với F-15A/B. Những chiếc F-15C/D không phải dùng để thay thế cho F-15A/B cũ, mà để tăng cường hiệu quả không chiến vốn đã được chứng minh bởi các máy bay F-15A/B Baz trước đó và cùng hoạt động với các phi đội F-16A/B Netz mới đưa vào biên chế.
Vào cuối những năm 1980, lô F-15C/D cuối cùng đã được phía Mỹ đã chuyển giao cho Không quân Israel. Sau Chiến tranh vùng Vịnh, Mỹ tiếp tục viện trợ không hoàn lại cho Israel 12 chiếc F-15A và 1 chiếc F-15B đã qua sử dụng, số máy bay này được lấy từ kho lưu trữ của Không quân Vệ binh Quốc gia ở Louisiana. Đây được coi như một lời cảm ơn vì Israel đã không can thiệp vào Chiến dịch Bão táp Sa mạc dù các tên lửa Scud của quân đội Saddam bắn qua lãnh thổ Israel trong suốt cuộc xung đột.
Tình trạng của những chiếc máy bay này vẫn chưa rõ ràng. Một số được cho là ở trong tình trạng tồi tệ hơn cả các máy bay F-15A/B hiện có lúc đó của Israel, nhưng có lẽ một số chiếc đã được biên chế vào các phi đội Baz. Các máy bay còn lại có thể được sử dụng để huấn luyện hoặc dự trữ để lấy phụ tùng thay thế.
Sau đó, Không quân Israel đã chuyển sang đặt mua dòng máy bay mới là F-15E Strike Eagle, được gọi là F-15I "Ra'am" (Thần sấm). Vào giữa những năm 1990, với 100 chiếc F-16I và 25 chiếc F-15I đặt mua đã dần được chuyển giao, Israel lại tập trung vào việc nâng cấp sâu cho các phi đội F-15 Baz.
Những ý tưởng mới được ứng dụng, tương tự như Chương trình nâng cấp từng giai đoạn (MSIP - Multi-Stage Improvement Program) dành cho F-15 của Không quân Mỹ. Israel phải chọn giữa việc theo đuổi chương trình cải tiến do Mỹ dẫn đầu, hoặc tự mình nâng cấp cho phù hợp với tác chiến hiện đại trong những thập kỷ tiếp theo. Cuối cùng, Israel đã chọn phương án tự nâng cấp phi đội F-15 Baz được biết đến với tên gọi chương trình Baz 2000, chủ yếu là do chi phí và thực tế là các tiểu hệ thống do họ phát triển đằng nào cũng phải được tích hợp vào các máy bay này.

## Chương trình Baz 2000
Chương trình Baz 2000 cung cấp cho máy bay F-15A/B/C/D Baz một cấu hình buồng lái chung, mặc dù đó chỉ là khởi đầu của những cải tiến. Để hỗ trợ các hệ thống mới, F-15 Baz đã sửa đổi lại hoàn toàn cấu trúc khung thân của máy bay.
Hệ thống radar AN/APG-63 nguyên thủy được thay thế bằng loại AN/APG-70 tiên tiến hơn do Hughes Aircraft phát triển, cùng với đó là bổ sung thêm cần điều khiển HOTAS. AN/APG-70 được đánh giá có độ tin cậy cao và bảo trì dễ dàng hơn so với AN/APG-63. Ngoài ra, công nghệ mảng pha giúp AN/APG-70 kết hợp các chế độ mới với khả năng hoạt động được nâng cao. Loại radar này có khả năng theo dõi 14 mục tiêu và đồng thời tấn công 6 mục tiêu cùng lúc. Để giảm chi phí sản xuất, nhiều module của AN/APG-70 dùng chung với radar AN/APG-73 của F/A-18, trong khi máy tính/bộ xử lý dùng chung đến 85% các thành phần của radar AN/APG-71 trên F-14. Radar AN/APG-70 có khả năng khả năng không chiến giống với F-15E Strike Eagle của Không quân Mỹ nhưng khác nhau ở khả năng đối đất. Cụ thể, độ phân giải của tia Doppler (Doppler Beam Sharpening/DBS)/ vẽ bản đồ/ radar khẩu độ tổng hợp (SAR) ở bản nội địa tốt hơn gấp 3 lần so với bản xuất khẩu.
AN/APG-70 có thể cung cấp hình ảnh rõ nét, bất chấp điều kiện địa hình và thời tiết, cho phép phát hiện mục tiêu những đối tượng khó tìm - như các đơn vị tên lửa, xe tăng và lô cốt - ngay cả trong những điều kiện bất lợi như sương mù, mưa to hay những đêm không trăng. AN/APG-70 tương thích với tải trọng vũ khí của F-15C và cho phép phi công tận dụng đầy đủ các tính năng của tên lửa không đối không AIM-120 AMRAAM, đồng thời hướng dẫn cho nhiều tên lửa tới một số mục tiêu ở khoảng cách trong góc phương vị, độ cao hoặc phạm vi. 

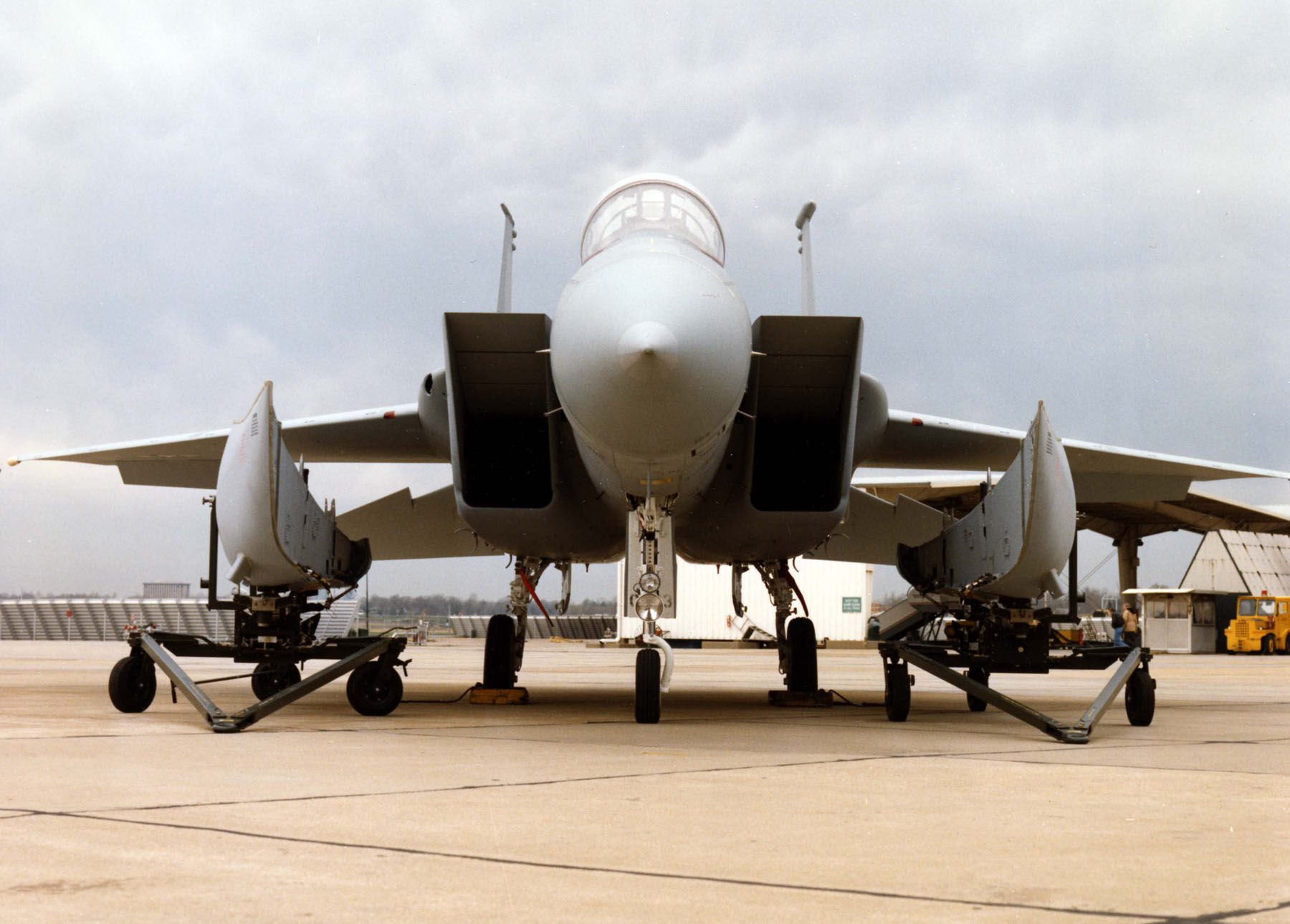
F-15C với 2 thùng dầu hòa nhập khí động chuẩn bị lắp vào thân.

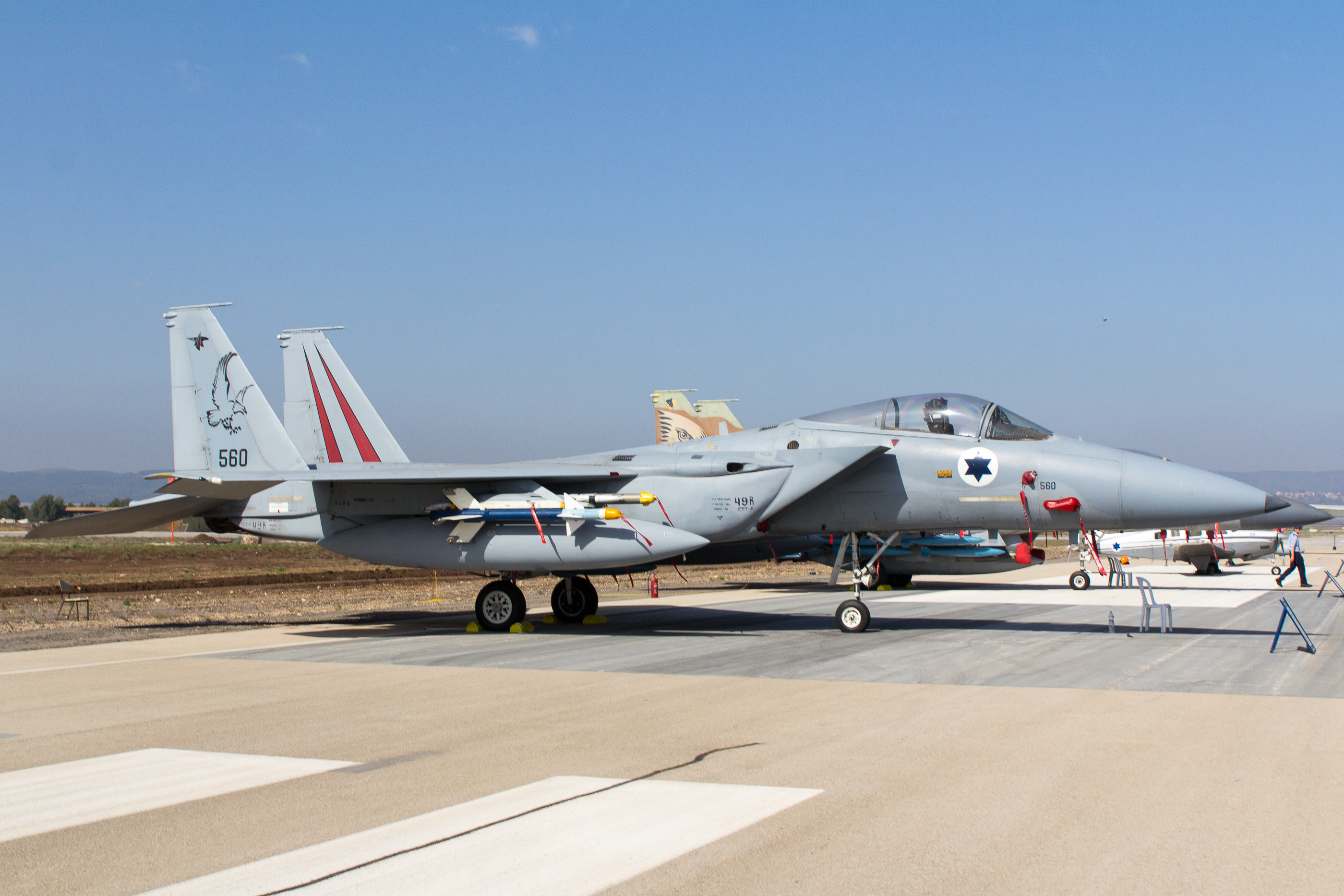
F-15C Baz nâng cấp với gói FAST, trang bị thùng dầu hòa nhập khí động.

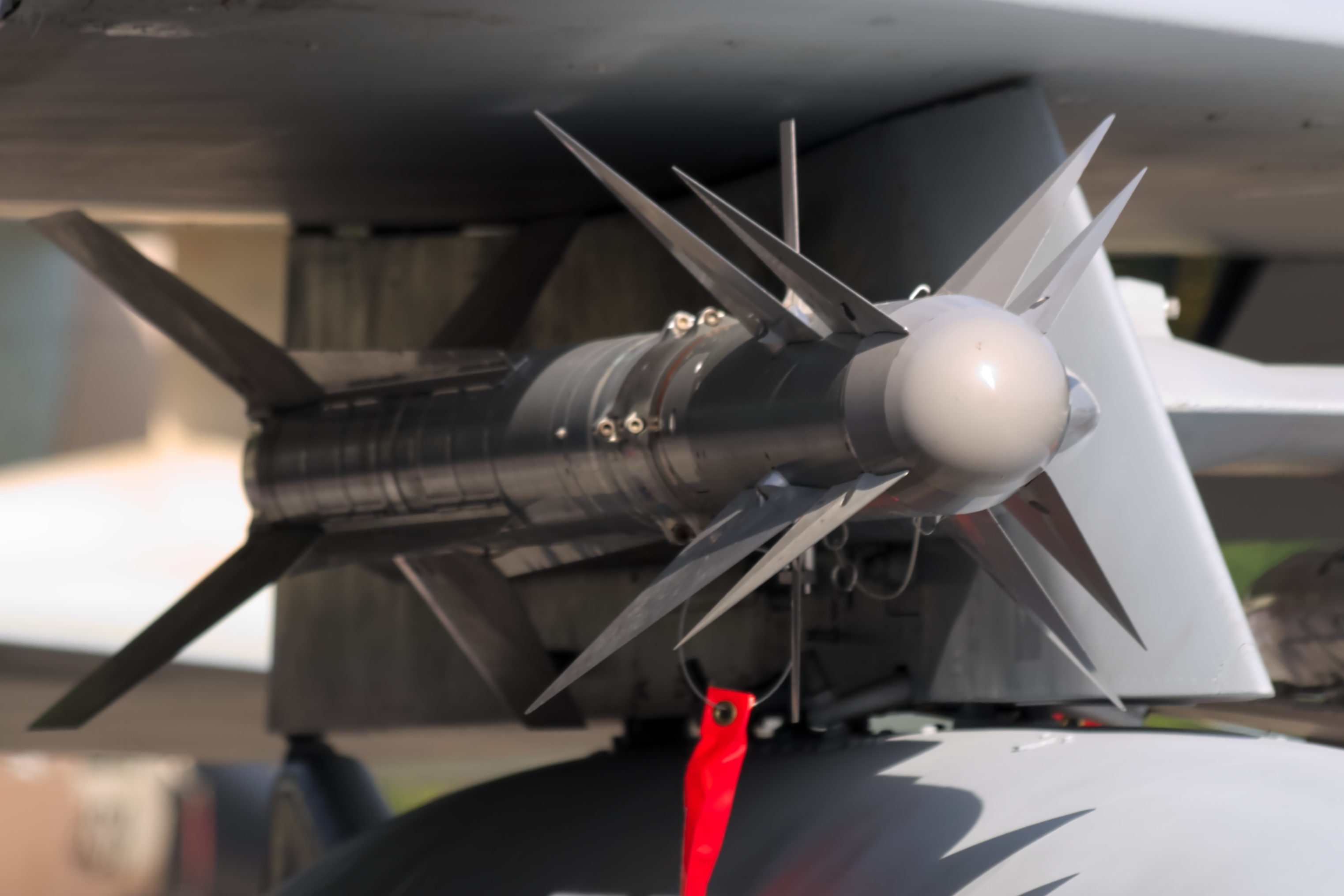
Tên lửa không đối không tầm ngắn Rafael Python 4 được lắp dưới cánh chiếc F-15D Baz '957'.

Một trong những điểm mới của F-15 Baz là thùng nhiên liệu hòa nhập khí động (CFT), hay còn gọi là "Gói nâng cấp FAST," (Fuel And Sensor, Tactical Packs). Những thùng nhiên liệu hòa nhập khí động được lắp vào 2 bên thân máy bay, mỗi thùng chứa khoảng 3.200 lít nhiên liệu cùng với các cảm biến và giá treo vũ khí.
Trong thực tế, các thùng nhiên liệu hòa nhập khí động này có thể lắp được cho F-15C/D và thậm chí cả F-15A/B trước đó (nguyên mẫu F-15E chính là một chiếc F-15B lắp thùng dầu hòa nhập khí động). Các nhà thiết kế đã hình dung gói FAST này có thể mang tất cả mọi thứ từ nhiên liệu đến hàng hóa, mặc dù phần lớn các khái niệm này không bao giờ thành hiện thực. Gói FAST không chỉ giúp F-15 Baz tăng cường tầm bay mà nó còn giúp các máy bay tiêm kích Baz trở thành những máy bay tiêm kích đa năng hạng nặng thật sự.
Giống như F-15E, thùng dầu hòa nhập khí động của F-15 Baz có thể được lắp trên các giá treo vốn chỉ chuyên dùng để mang tên lửa không - đối - không hoặc bom. Điều này cho phép F-15 Baz lắp được các thùng dầu phụ ở dưới cánh, thậm chí ở giá treo trung tâm nhưng vẫn mang được vũ khí không - đối - đất. Ngày nay, nhiều  chiếc F-15 Baz có thể được nhìn thấy trang bị thùng dầu hòa nhập khí động được chế tạo bởi IAI.
Không quân Israel vẫn rất thích sử dụng thùng dầu hòa nhập khí động đến tận ngày hôm nay, không chỉ trên các phi đội F-15 Baz mà còn trên tất cả máy bay tiêm kích đặt mua từ đầu những năm 1990. Ngoài ra, nhiên liệu không phải là thứ duy nhất mà các thùng dầu này mang theo. Cảm biến và bộ phát sóng cũng có thể được trang bị bên trong chúng, tạo cho F-15 Baz một loạt các tùy chọn lắp các trang bị phụ trợ mà không cần tới các giá treo vũ khí của mình.
Màn hình hiển thị đa chức năng được bổ sung vào buồng lái trước và sau trong trường hợp của F-15B/D. Bên cạnh đó, Israel tăng cường khả năng liên kết dữ liệu và cập nhật thông tin liên lạc cho F-15 Baz. Một bộ khí tài tác chiến điện tử mới cũng được tích hợp vào các máy bay cùng với máy tính mới và hệ thống định vị GPS. Bộ làm mát cũng là một tính năng rất cần thiết được Israel chú ý.
Khả năng tấn công mục tiêu mặt đất tầm xa của các phi đội F-15 Baz cũng được cải tiến nhờ được tích hợp tên lửa không - đối - đất dẫn đường bằng TV Popeye, mở rộng phạm vi tấn công từ xa của F-15 Baz lên đến 80 km.
Tên lửa Popeye là một vũ khí đắt tiền nhưng khá uy lực, chế độ dẫn đường tương tự bom GBU-15, phi công ngồi đằng sau sẽ theo dõi và điều khiển tên lửa đến mục tiêu thông qua hình ảnh nhận được từ đầu dò quang điện tử của tên lửa. Nhờ có tên lửa này, phi đội F-15 Baz có nhiều khả năng tiêu diệt mục tiêu sâu trong lãnh thổ đối phương, những nơi có sự bố trí phòng vệ cao hơn bao giờ hết.
F-15 Baz cũng được nâng cấp để trang bị các loại tên lửa không - đối - không tầm ngắn Python 3/4/5 và mũ phi công tích hợp Elbit DASH, giúp phi công có khả năng tham chiến các mục tiêu mà không cần phải điều khiển máy bay đến đường ngắm trên màn hình hiển thị HUD. Thay vào đó phi công chỉ việc "nhìn" vào mục tiêu và khai hỏa tên lửa, nhờ góc quét rộng và khả năng khóa sau khi bắn nên Python-4 không cần phải vào đúng tầm ngắm để khai hỏa. Đây là một khả năng mới trong không chiến của F-15 Baz mà phải mãi hơn một thập kỷ sau đó Không quân Mỹ mới làm được nhờ mũ bay tích hợp (JHMCS) và tên lửa không - đối - không AIM-9X.
Để hoàn thành việc nâng cấp F-15 Baz, trong 10 năm (1995-2005), các kỹ sư hàng đầu của Israel đã tốn hết 8.000 giờ làm việc. Kết quả của việc nâng cấp tốn kém này là một máy bay hoàn toàn mới đã ra đời, trở thành cỗ máy "chết người" hoàn hảo hơn và thích ứng với môi trường tác chiến hiện đại hơn.
Các phi đội F-15 Baz được hồi sinh của Israel chưa bao giờ thích hợp nhiều như hiện nay. Sự ra đời của vũ khí dẫn đường bằng vệ tinh, chẳng hạn như JDAM, cho phép nó tấn công các mục tiêu với độ chính xác cực cao, trong mọi thời tiết mà không cần phải dựa vào vũ khí quang học dẫn đường nặng nề. Chúng cũng có thể tấn công tầm xa như những thập kỷ trước, sự khác biệt duy nhất là Israel hiện nay có đa dạng các loại vũ khí được thiết kế riêng cho những mục tiêu sắp tới. Ngoài ra, tốc độ, tầm bay và sự ổn định của F-15 Baz đã giúp cho nó có một nền tảng lý tưởng cho nhiệm vụ trinh sát chiến thuật, và hệ thống tác chiến điện tử có vỏ bọc EL/L-8222 đã được nhìn thấy đeo bên dưới những máy bay. Ngoài ra, hệ thống chia sẻ dữ liệu lên vệ tinh có thể được nhìn thấy trên một số chiếc F-15B/D với một khối u lớn phía sau buồng lái.
F-15 Baz có những công nghệ tương tự như F-15I và F-16I, nên chúng có thể làm việc chung với nhau, thành lập một mạng lưới tấn công. Mỗi chiếc F-15 Baz được trang bị hệ thống trinh sát có vỏ bọc và hệ thống chia sẻ dữ liệu lên vệ tinh.
Các hình ảnh ghi nhận được sẽ được gửi qua kênh liên lạc vệ tinh tới sở chỉ huy cách đó hàng trăm, hoặc thậm chí hàng ngàn km, sau đó sở chỉ huy sẽ lựa chọn mục tiêu cần ưu tiên tấn công và ra lệnh, gửi về lại chiếc F-15 Baz đó. Từ đây, F-15 Baz có thể gửi thông tin này tới các máy bay F-15 Baz không được trang bị hệ thống chia sẻ dữ liệu lên vệ tinh nhưng mang vũ khí tấn công để tiêu diệt những mục tiêu đó.

## Quốc gia sử dụng
- Israel: Không quân Phòng vệ Israel có 19 chiếc F-15 A/B/C/D Baz còn đang hoạt động tính đến tháng 04 năm 2018.
  - Trung đoàn không quân 106 đóng tại Căn cứ không quân Tel Nof.
  - Trung đoàn không quân 133 đóng tại Căn cứ không quân Tel Nof.

## Thông số kỹ thuật

### Thông số chung[1]
- Đội bay: 1
- Dài: 19,44 m (63.8 ft)
- Sải cánh: 13 m (42.8 ft)
- Cao: 5,6 m (18.5 ft)
- Diện tích cánh: 56,5 m² (608 ft²)
- Cánh máy bay: NACA 64A006.6 root, NACA 64A203 tip
- Trọng lượng không tải: 14.100 kg (31.744 lb)
- Trọng lượng có tải: 20.200 kg (44.500 lb)
- Trọng lượng cất cánh tối đa: 30.845 kg (68.000 lb)
- Động cơ: 2 × động cơ Pratt & Whitney F100-100,-220 hay -229 turbo cánh quạt có tăng áp, lực đẩy 77,62 kN (17.450 lbf); lực đẩy khi có tăng áp: 111.2 kN (25.000 lbf) đối với kiểu động cơ -220, 129.0 kN (29.000 lbf) đối với kiểu động cơ -229

### Đặc tính bay
- Vận tốc cực đại:
  - Cao độ thấp: Mach 1.2 (900 mph, 1.450 km/h)
  - Cao độ cao: Mach 2.5 (1.875 mph, 3.018 km/h)
- Tầm bay xa: 5.600 km (3.000 nm, 3.500 mi) với thùng nhiên liệu phụ
- Trần bay: 20.000 m (65.000 ft)
- Vận tốc lên cao: 254 m/s (50.000 ft/min)
- Áp lực cánh: 358 kg/m² (73.1 lb/ft²)
- Lực đẩy/khối lượng: 1.12 (-220), 1.30 (-229)

### Vũ khí
4 đế trên cánh, 4 đế trên thân, 2 đế đầu chót cánh, mang được tối đa 7.300 kg (16.000 lb) bom và vũ khí các loại
- Pháo: 1× M61 Vulcan 20 mm (0.787 in) Gatling gắn trong thân, 940 quả đạn
- Tên lửa không đối không: tên lửa đối không AIM-9L, Rafael Python 4 và Rafael Python 5 dẫn đường bằng hồng ngoại; tên lửa đối không AIM-7 Sparrow và AIM-120 AMRAAM dẫn đường bằng radar.

### Thiết bị điện tử
- Radar:
  - Raytheon AN/APG-63 hay AN/APG-70
- Thiết bị phòng thủ:
  - Bộ phân tích tín hiệu AN/APX-76 IFF
  - Bộ radar cảnh báo AN/ALQ-128
  - Radar cảnh báo tiếp nhận AN/ALR-56
  - Hệ thống phòng thủ bên trong ALQ-135

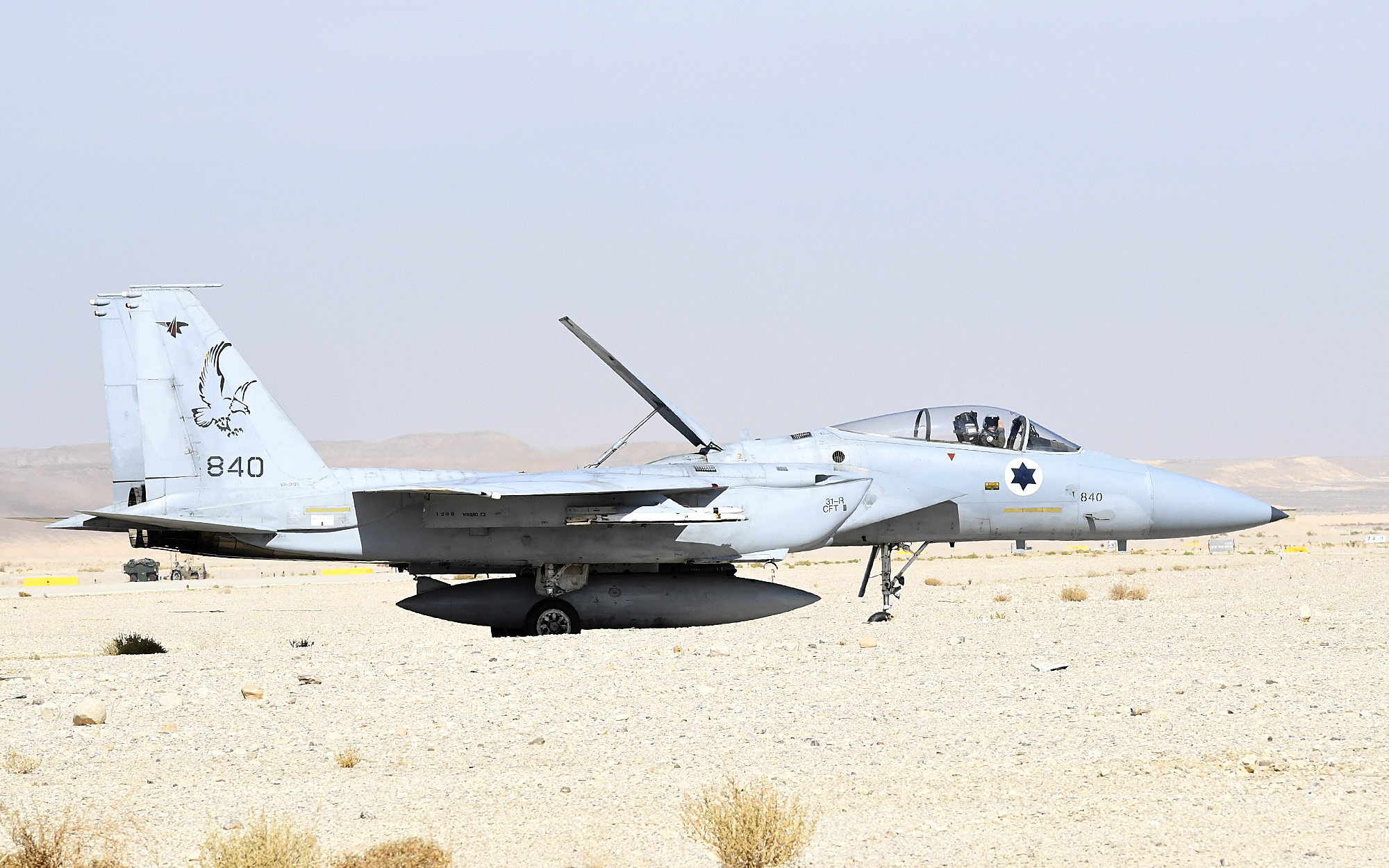
Một chiếc F-15A-Baz tại Căn cứ Không quân Uvda, miền nam Israel, ngày 14 tháng 11 năm 2017

  - Bộ phát pháo sáng AN/ALE-45

## Lịch sử tham chiến
F-15A và F-15B Baz đã nhanh chóng được đưa vào các trận chiến, bắn hạ 5 máy bay MiG-21 của Syria trên bầu trời Lebanon vào ngày 27 tháng 6 năm 1979. Nhiều máy bay của Syria bị bắn hạ bởi F-15A và F-15B trong tháng 9 cùng năm. Sau đó, vào ngày 13 tháng 2 năm 1981, máy bay F-15 Baz đã bắn hạ chiếc máy bay được cho là bay nhanh hơn và không chiến gần như ngang ngửa với F-15 là máy bay đánh chặn Mig-25 Foxbat của Syria.
Trong Chiến dịch Opera - cuộc đột kích táo bạo của Không quân Israel vào lò phản ứng hạt nhân của Iraq, 8 chiếc F-16 Netz làm nhiệm vụ ném bom, được hộ tống bởi 6 chiếc F-15 Baz. Đây là một chiến dịch nguy hiểm nhưng là một thành công lớn với Không quân Israel.
Các phi đội F-15 Baz sau đó đã bắn hạ hàng tá máy bay Mig của Syria trong cuộc chiến tranh Lebanon năm 1982. Tổng số đã có 86 máy bay Syria bị bắn hạ bởi F-15 Baz và bên phía Israel không mất một chiếc F-15 Baz nào.

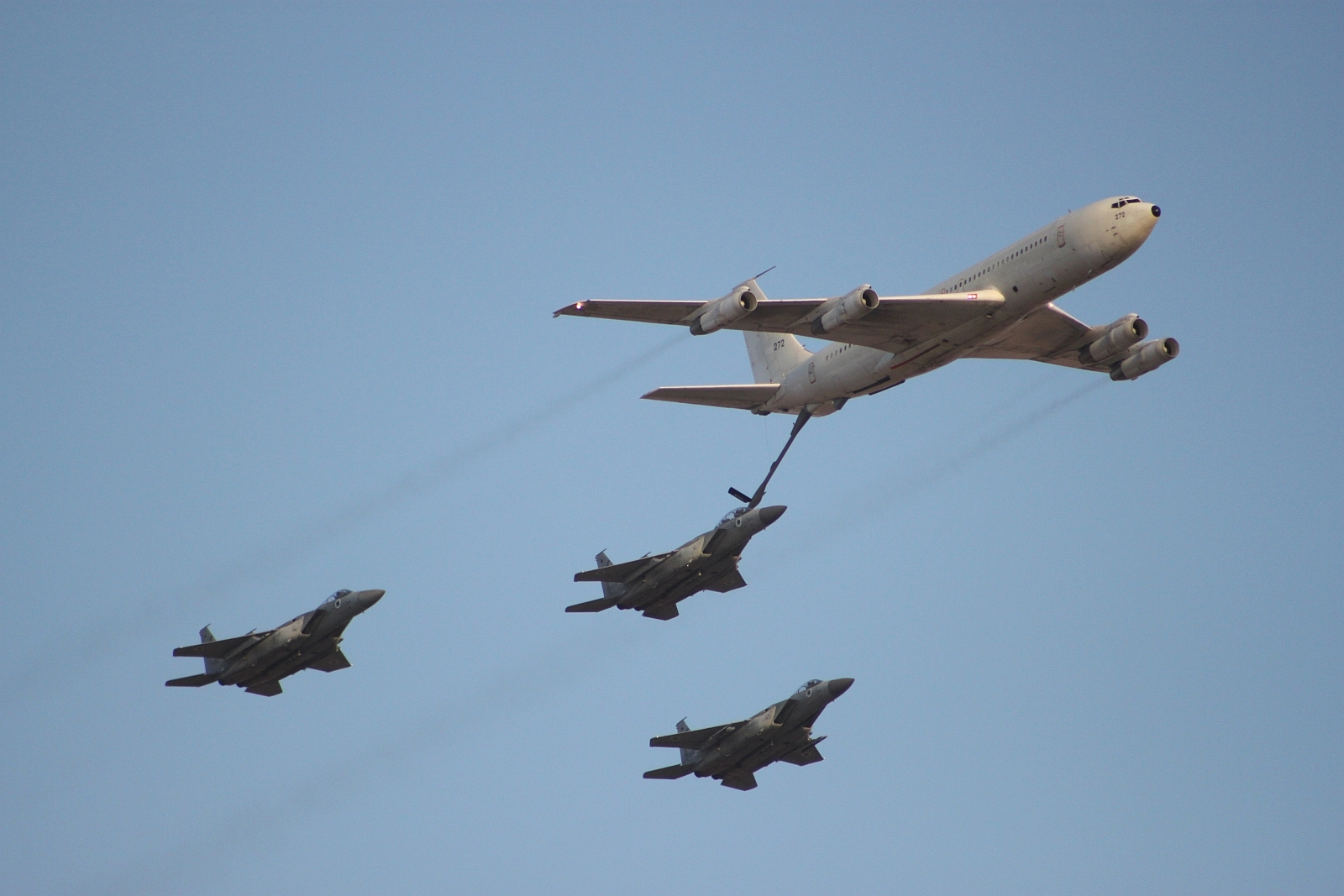
F-15C Baz và F-15D Baz đang tiếp nhiên liệu từ máy bay KC-707.

Vào ngày 1 tháng 10 năm 1985, 6 chiếc F-15D và 2 chiếc F-15C bay hơn 1.931 km từ các căn cứ của Israel trên biển Địa Trung Hải để thực hiện nhiệm vụ rất phức tạp và nguy hiểm là tấn công trụ sở của PLO nằm trên bờ biển của Tunis, Tunisia. Đợt không kích này nằm trong chiến dịch Wooden Leg, nhằm trả đũa cho cái chết của 3 người Israel vô tội trên du thuyền của Síp khi PLO tuyên bố họ là gián điệp của Israel. Vào thời điểm đó, đây là cuộc không kích có tầm bay dài nhất của Không quân Israel.
F-15C/D được dùng vì phiên bản này mang được thêm 990 kg nhiên liệu bên trong so với F-15A/B. Nó cũng đã được thực hiện bởi khả năng tiếp nhiên liệu trên không mới của Israel. Với 2 máy bay KC-707, được sử dụng như máy bay tiếp nhiên liệu và chỉ huy trên không cho nhiệm vụ này. Các máy bay KC-707 được mua vào năm 1983 và ý tưởng để cung cấp cho F-15 Baz một số khả năng tấn công chính xác.Đến năm 1985, phi công và kỹ thuật viên đã được đào tạo và các thiết bị đã sẵn sàng cho nhiệm vụ này. Tuy nhiên, đào tạo cho một cái gì đó và thực hiện nó trong thực tế là hai việc hoàn toàn khác nhau.
Để cho nhiệm vụ thành công, các chuyến bay không được để phát hiện bởi các nước Bắc Phi, cũng như radar của Syria và thậm chí cả Mỹ. Kết quả là, hành trình bay xa hơn bay thẳng đến mục tiêu. Một tàu khu trục của Israel với một máy bay trực thăng trực sẵn ở Malta để ứng cứu nếu phi công phải nhảy dù xuống biển. Ngoài 8 chiếc F-15 tấn công chính còn có 2 chiếc F-15 dự phòng, chúng bay cùng đội hình đến điểm tiếp nhiên liệu đầu tiên trước khi quay trở lại.
Đây là một phương án dự phòng khi nhóm tấn công chính gặp trục trặc về kỹ thuật. Mặc dù chỉ dùng để chiếm ưu thế trên không, nhưng thực tế là F-15 vẫn chứng minh khả năng của mình với vai trò tấn công mặt đất trong chiến đấu.
Những chiếc F-15A/B/C/D thực sự được chế tạo với một khả năng tấn công mặt đất rất thô sơ dựa trên các loại bom lượn thông thường như Mk82, Mk83 và Mk84. Khả năng này chưa bao giờ được thực hiện bởi bất kỳ quốc gia nào sử dụng F-15 trừ Israel. Tuy nhiên, các loại bom thông thường này không cung cấp đủ độ chính xác để thực hiện một chiến dịch như Wooden Leg.
Với mục tiêu này trong tâm trí, 6 chiếc F-15D được sử dụng trong cuộc tấn công được trang bị các thiết bị dùng để lắp và điều khiển 1 cặp bom dẫn đường bằng quang điện tử GBU-15. Viên phi công ngồi sau sẽ điều khiển bom bay đến mục tiêu nhờ một thiết bị liên kết dữ liệu có vỏ bọc gắn ở giá treo trung tâm. GBU-15 có tầm bay khoảng 39 km khi ném từ độ cao là 12 km, nhưng trong thực tế, chúng thường được ném từ độ cao 7,6 km, với tầm bay khoảng 24 km.
Trong nhóm 8 chiếc tấn công chính, có 6 chiếc F-15D mang bom điều khiển GBU-15 và 2 chiếc khác là F-15C mang 6 quả bom Mk82 lắp ở giá treo trung tâm, chúng là máy bay cuối cùng bay trên mục tiêu. Ngoài các loại vũ khí không-đối-đất, nhóm F-15 Baz này còn được trang bị tên lửa không-đối-không AIM-7 Sparrow và pháo 20mm M61 Vulcan, đề phòng trong trường hợp mối đe dọa trên không được thực hiện.
Các máy bay được tháo hết các dấu hiệu nhận biết trước khi làm nhiệm vụ này, giúp cho nó tiếp cận mục tiêu mà không bị nhận dạng. Khi 3 chiếc F-15D đầu tiên tiếp cận bờ biển, họ đã ném bom GBU-15 và tiêu diệt được mục tiêu với kết quả hoàn hảo.
Nhóm 3 chiếc F-15D thứ hai ném GBU-15 ngay sau đó. Sau khi 6 chiếc F-15D thoát ly khỏi mục tiêu, chiếc dẫn đầu bay vào trở lại cùng với 2 chiếc F-15C cuối cùng khi 2 chiếc này vào ném đợt bom cuối nhằm chụp ảnh về những thiệt hại cho việc đánh giá sau đó. Hầu hết các quả bom đều trúng mục tiêu dự định của họ, phá hủy hoàn toàn trụ sở của PLO. Đối với Israel, chiến dịch này là một thành công lớn, phá hủy các mục tiêu trọng yếu và giết chết một số lượng lớn thành viên của PLO.
Israel tuyên bố khoảng 60 thành viên PLO đã thiệt mạng, trong khi những nguồn tin khác tuyên bố tỷ lệ tử vong là hàng trăm người. Chiến dịch này khiến quốc tế lên án kịch liệt, thậm chí từ Mỹ.

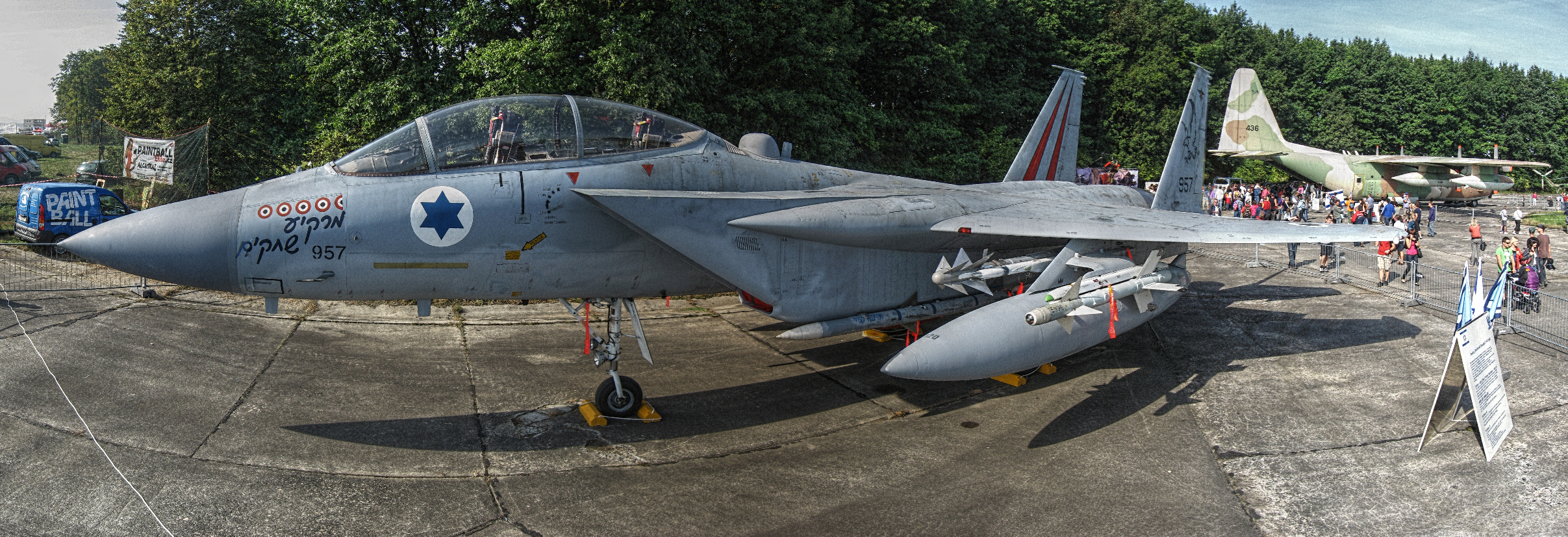
F-15D-Baz số hiệu Markia Schakim - 957 thuộc Trung đoàn không quân 106 Spearhead được trưng bày tại Ostrava, Cộng hòa Séc. Các ký hiệu tròn đỏ trước buồng lái chính là thành tích bắn hạ máy bay. Chiếc 957 đã bắn hạ được 2 chiếc Mig-21 và 03 chiếc Mig-23 trong các trận không chiến với khối Ả Rập.

## Tai nạn
Năm 1983, trong một cuộc diễn tập giữa 2 chiếc F-15D và 4 chiếc A-4N của Không quân Israel trên bầu trời sa mạc Negev, chiếc F-15 Eagle số hiệu 957 có tên "Markia Shchakim" do phi công Zivi Nedivi điều khiển đã va chạm mạnh với chiếc A-4 Skyhawk. Nedivi cho biết lúc đó ông chưa biết chuyện gì xảy ra mà chỉ cảm thấy choáng váng và nhìn thấy quả cầu lửa cực lớn khi chiếc A-4 nổ tung. Sau đó ông nhận ra rằng máy bay của mình hỏng nặng khi một lượng lớn nhiên liệu bị rò rỉ từ phía cánh phải.
Mặc dù được phép nhảy dù nhưng Nedivi quyết định cứu máy bay, do khói lửa trùm kín phần thân phải nên ông không nhận ra chiếc F-15 chỉ còn một bên cánh.Chiếc F-15 bị mất thăng bằng nghiêm trọng và lộn vòng. Trước tình hình đó, Nedivi khởi động thùng nhiên liệu phụ, tăng tốc, tái kiểm soát tình hình, cố gắng lết về sân bay gần nhất cách đó 16 km.
Tới căn cứ, Nedivi hạ thấp đuôi và hạ cánh với tốc độ khoảng 480 km/h, gấp đôi vận tốc tiêu chuẩn, dù cho móc đuôi (dùng trong trường hợp hạ cánh khẩn cấp) bị giật bay mất, Zivi vẫn xoay trở giúp chiếc F-15 dừng lại chỉ cách rào chắn an toàn phía cuối đường bằng có 10 m. Sau khi rời buồng lái, viên phi công này mới biết rõ chuyện gì xảy ra với chiếc F-15 của mình.
Khi nghe tin, các chuyên gia thuộc McDonnell Douglas khẳng định không thể có chuyện F-15 tiếp đất chỉ với một cánh cho đến khi xem ảnh. Theo các chuyên gia, ngoài thao tác của phi công, nhờ cả vào lực nâng của cửa hút gió và thân máy bay mà chiếc chiến đấu cơ này đã lập được kỳ tích độc nhất vô nhị trên. Sau đó chiếc F-15D được sửa chữa và lại tiếp tục phục vụ trong Không quân Israel. Thậm chí đến ngày 19 tháng 11 năm 1985, nó còn lập thành tích bắn hạ một tiêm kích MiG-23 của Syria.

## Nội dung liên quan

### Máy bay có cùng sự phát triển
- F-15 Eagle

### Máy bay có tính năng tương đương
- Dassault Rafale
- Panavia Tornado
- Sukhoi Su-30
- Sukhoi Su-35

### Danh sách máy bay nối tiếp
- F-11 - YF-12 - F-14 - F-15 - F-16 - YF-17 - F/A-18